# 王守仁故居 (余姚)
30°03′12.9″N 121°08′52.9″E / 30.053583°N 121.148028°E
王守仁故居是明代哲学家王守仁的出生地，位于今浙江省余姚市城区。王守仁曾在此度过童年，并曾多次重访此处，其重要弟子钱德洪也在此出生。2006年，王守仁故居被列入全国重点文物保护单位，2007年辟为王阳明故居纪念馆。

## 历史
王守仁，字伯安，号阳明，是明代哲学家、政治家、军事家、文学家、教育家。明成化八年（1472年），王守仁诞生于余姚瑞云楼。该楼为王守仁父亲王华从莫氏处所租，相传王守仁出生前，母亲岑氏曾梦见贵人乘云送子，故王守仁成名后，乡人称其出生地为瑞云楼。王守仁十岁时，王华考中状元，王守仁随父亲搬离余姚，迁居绍兴光相坊。此楼归还莫氏后，又被租予钱氏，弘治九年（1496年），王守仁弟子钱德洪也在此建筑出生，并在考中进士后从莫氏处购入此屋。王守仁离开余姚后，曾数次回乡祭祖和讲学，其中正德十六年（1521年）返乡时曾登上瑞云楼，指楼内藏胎衣处，痛惜自己未能对母亲和祖母生养死葬。
故居在钱氏购入后曾被改建，当时即已称为遗址，羅洪先为钱德洪撰写“瑞云楼遗址”五字。清乾隆年间，瑞云楼毁于火，此后火烧场一直保留。桥梁专家叶樊也曾居住于此，并对建筑进行了改建。1996年，余姚市政府依照《瑞云楼记》描述在原址复建瑞云楼。

## 建筑布局

王守仁故居平面图

王守仁故居位于余姚城区武胜门路以西，阳明东路以北，正对龙泉山。建筑坐北朝南，占地总面积约为4600平方米，建筑设计符合明代浙东官宦建筑的特点。建筑依中轴线对称布局，中轴线上依次有门厅、轿厅、门楼、大厅、瑞云楼和后罩屋，其中瑞云楼为后世复建，其余建筑虽经过改建，仍保留了明代浙东官宦建筑的一些特点。
建筑中，门楼为砖石结构，上有仿木砖雕，装饰有斗拱等构件。正楼名为“寿山堂”，面阔三间，单檐硬山顶，明间现悬有姜东舒书“真三不朽”匾，厅内匾额书“吾心光明”、“文以载道”、“斯文千载”。瑞云楼为1996年复建，位于寿山堂后，为两层建筑，面阔五间，重檐硬山顶，楼前为甬道及两侧庭院，现立有日本人士所立“阳明学纪念碑”及“修复瑞云楼碑”，明间匾额“瑞云楼”为史樹青题写。

## 复建、保护与展示
瑞云楼曾在清乾隆年间焚毁，此后火烧场一直保留。1996年，余姚市政府出资，根据《瑞云楼记》描述，利用别处拆除的明代建筑材料复建瑞云楼。次年，王守仁故居被列入余姚市文物保护单位，2005年成为浙江省文物保护单位，2006年6月与位于绍兴的王守仁墓一道被列入第六批全国重点文物保护单位。2005年起，余姚市政府出资对王守仁故居进行整修，新建阳明广场，树立王守仁铜像，仿照明代式样建造“新建伯”牌坊。2007年，故居作为王阳明故居纪念馆对外开放。2013年水灾中，王守仁故居曾遭水浸，部分展品受损，此后进行了修复。

## 图片

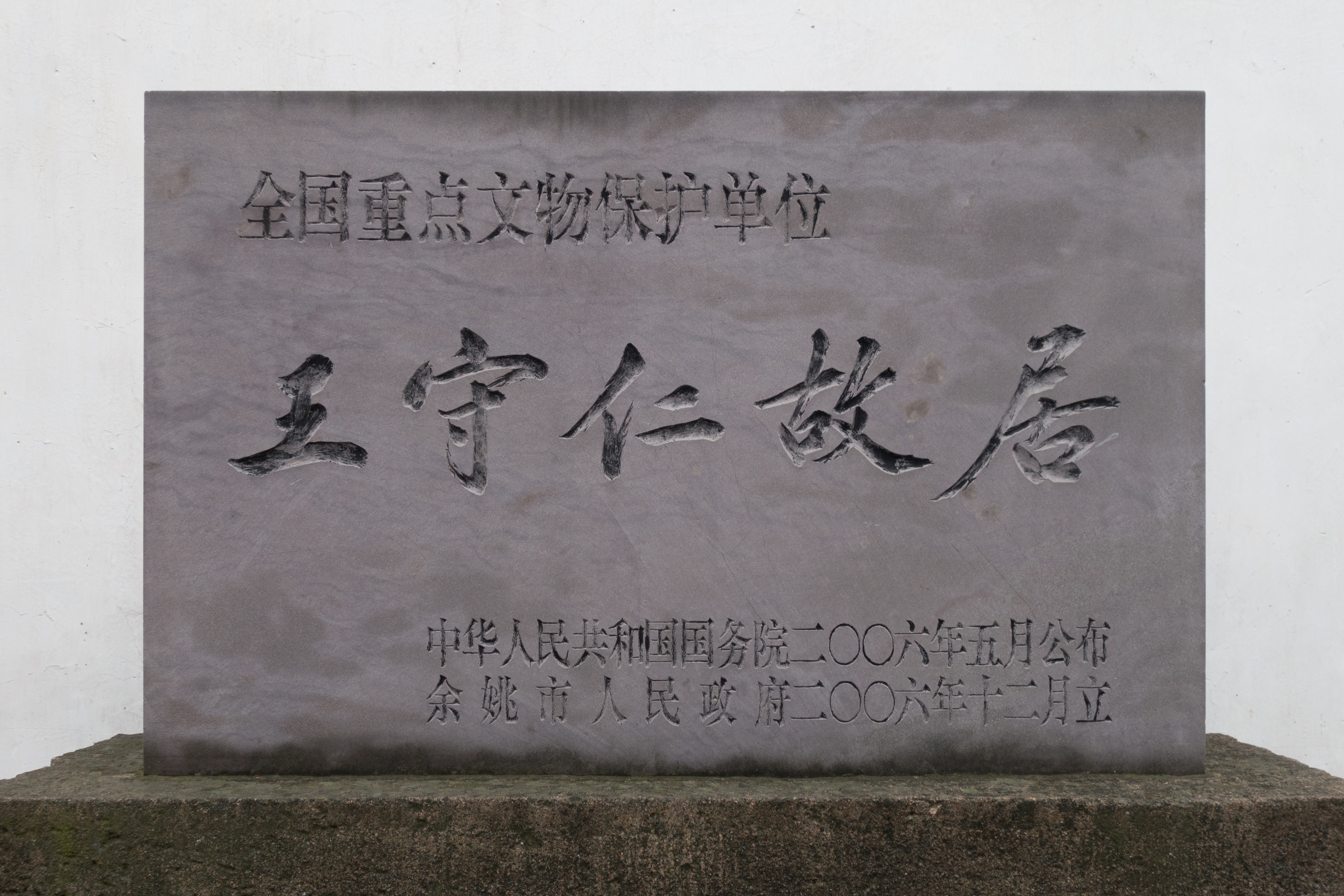
文物保护单位碑
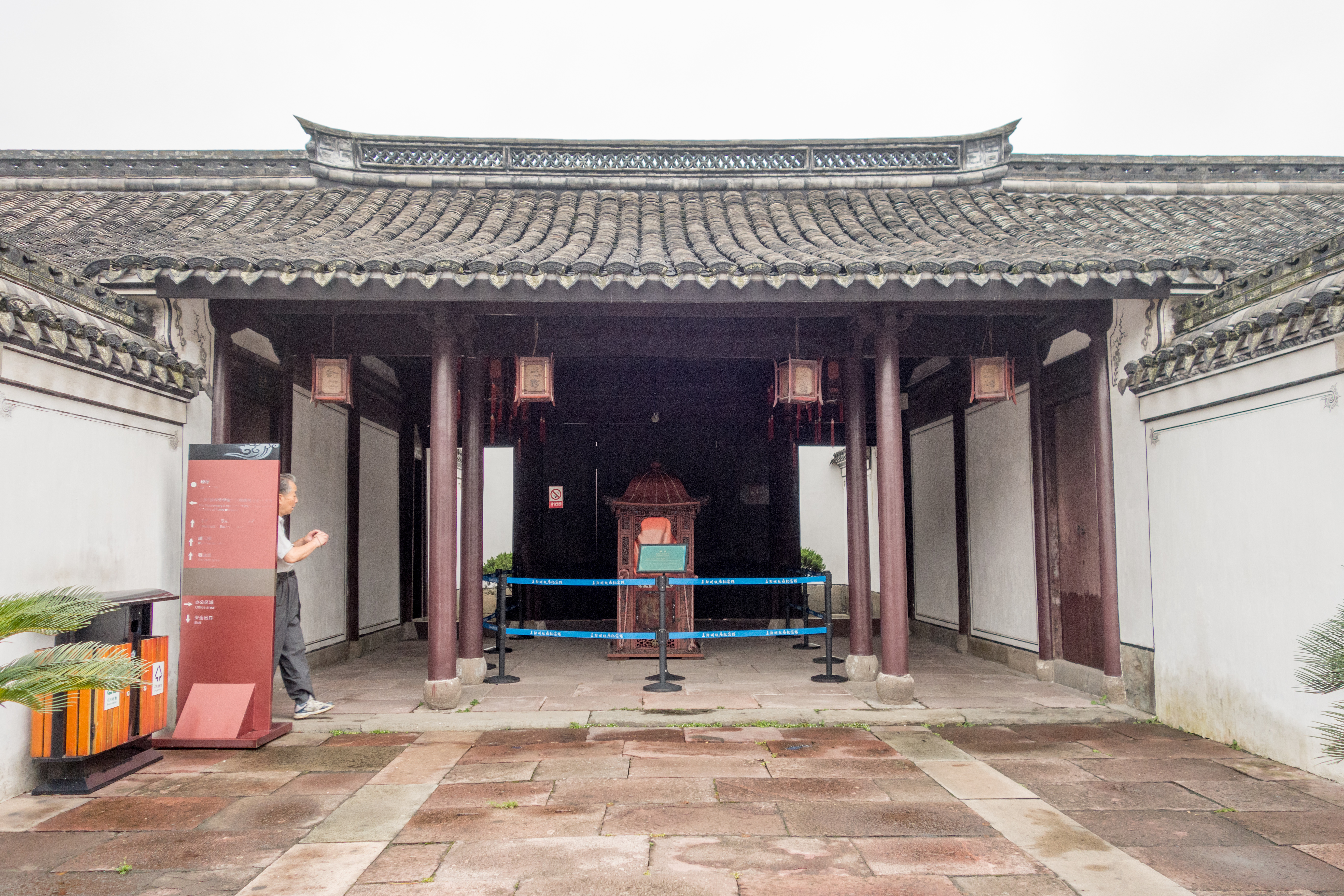
轿厅
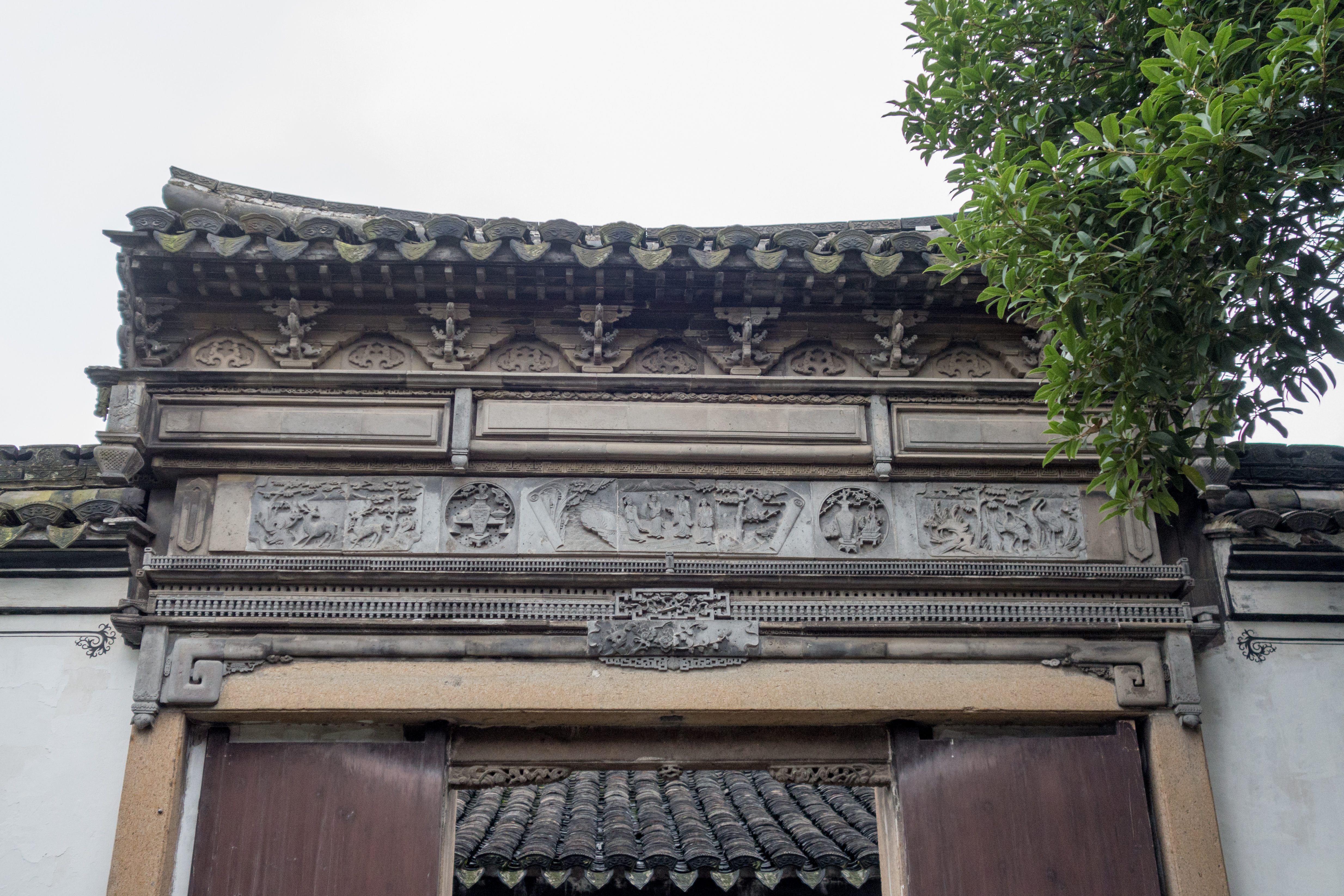
砖雕门楼
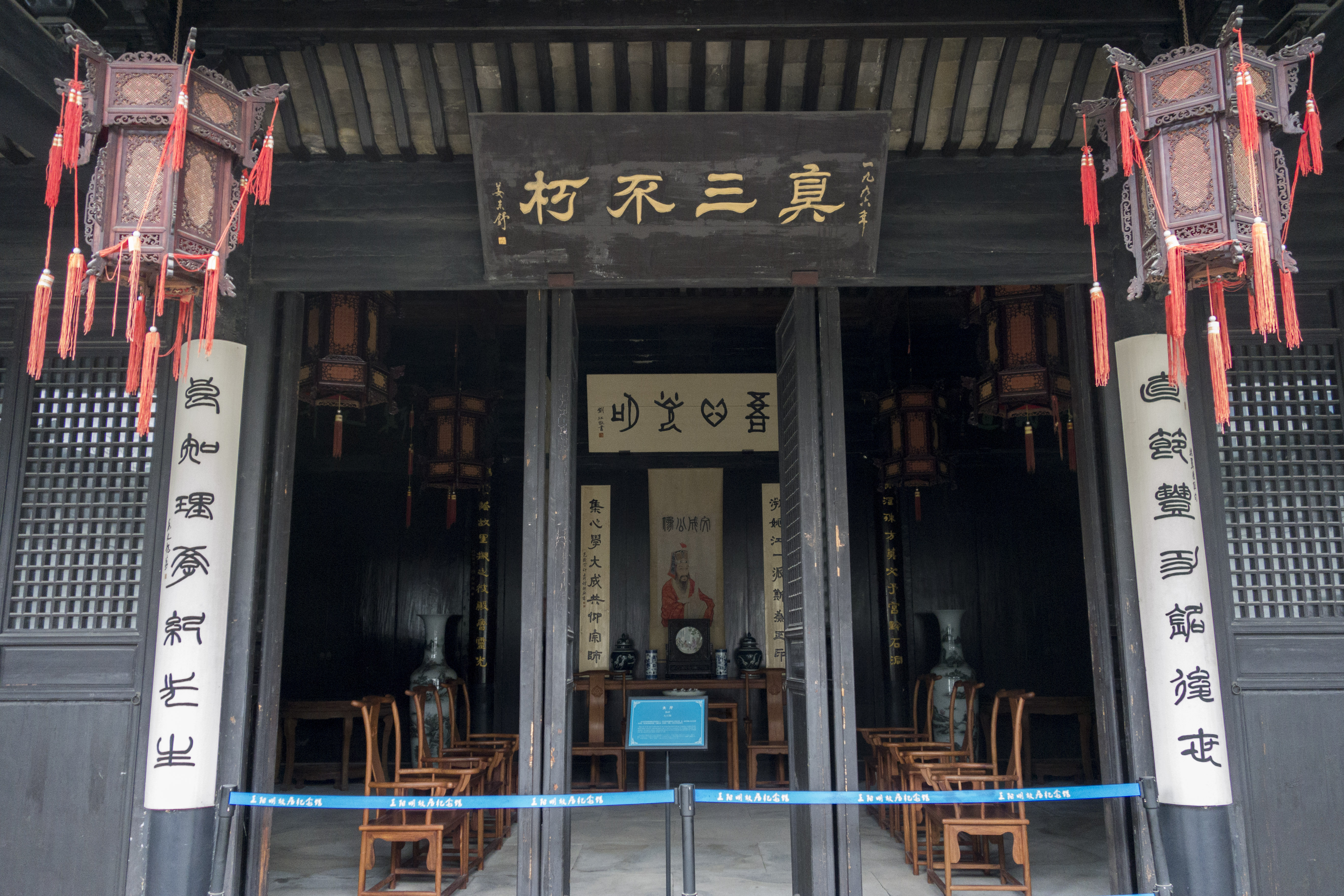
寿山堂
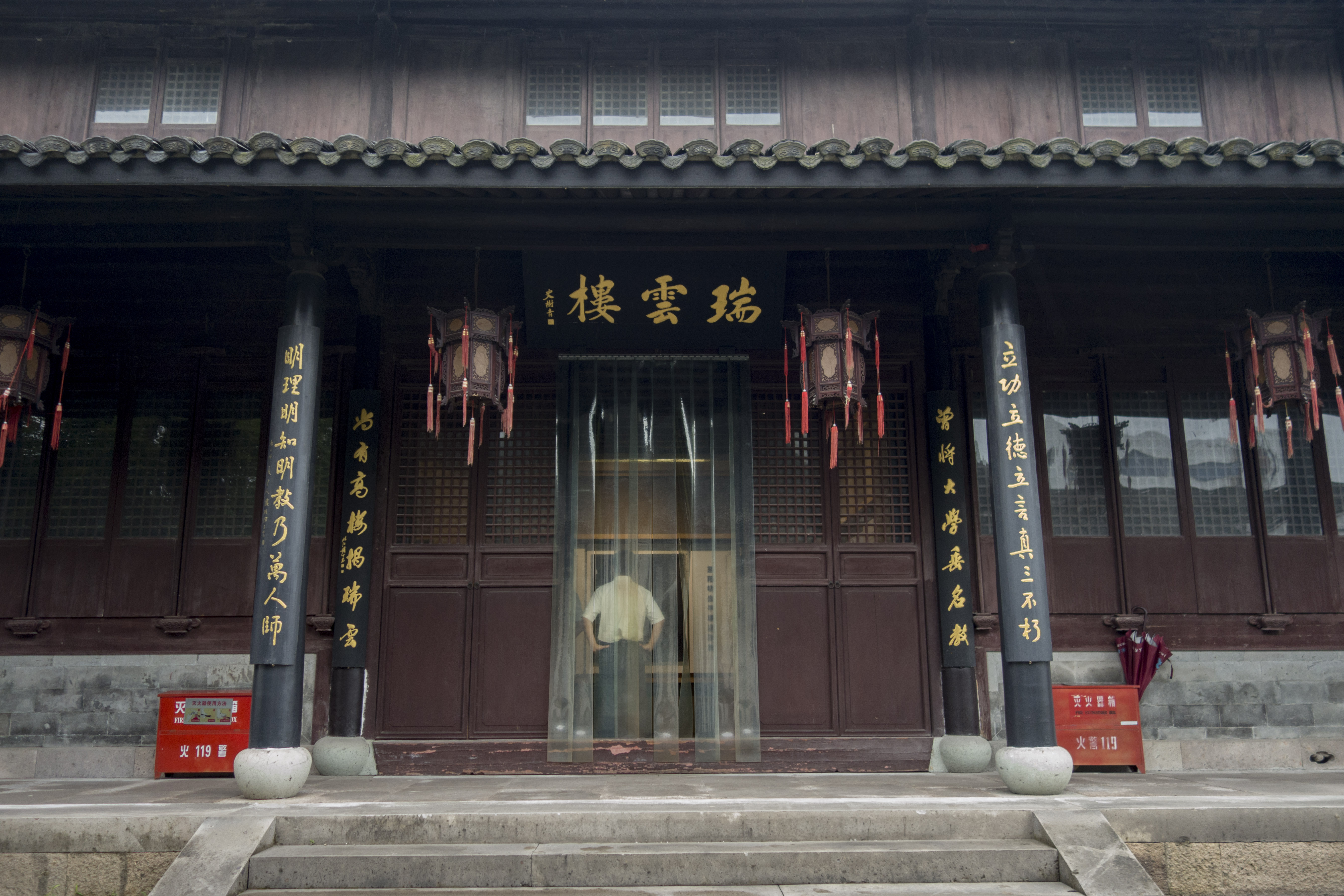
复建的瑞云楼
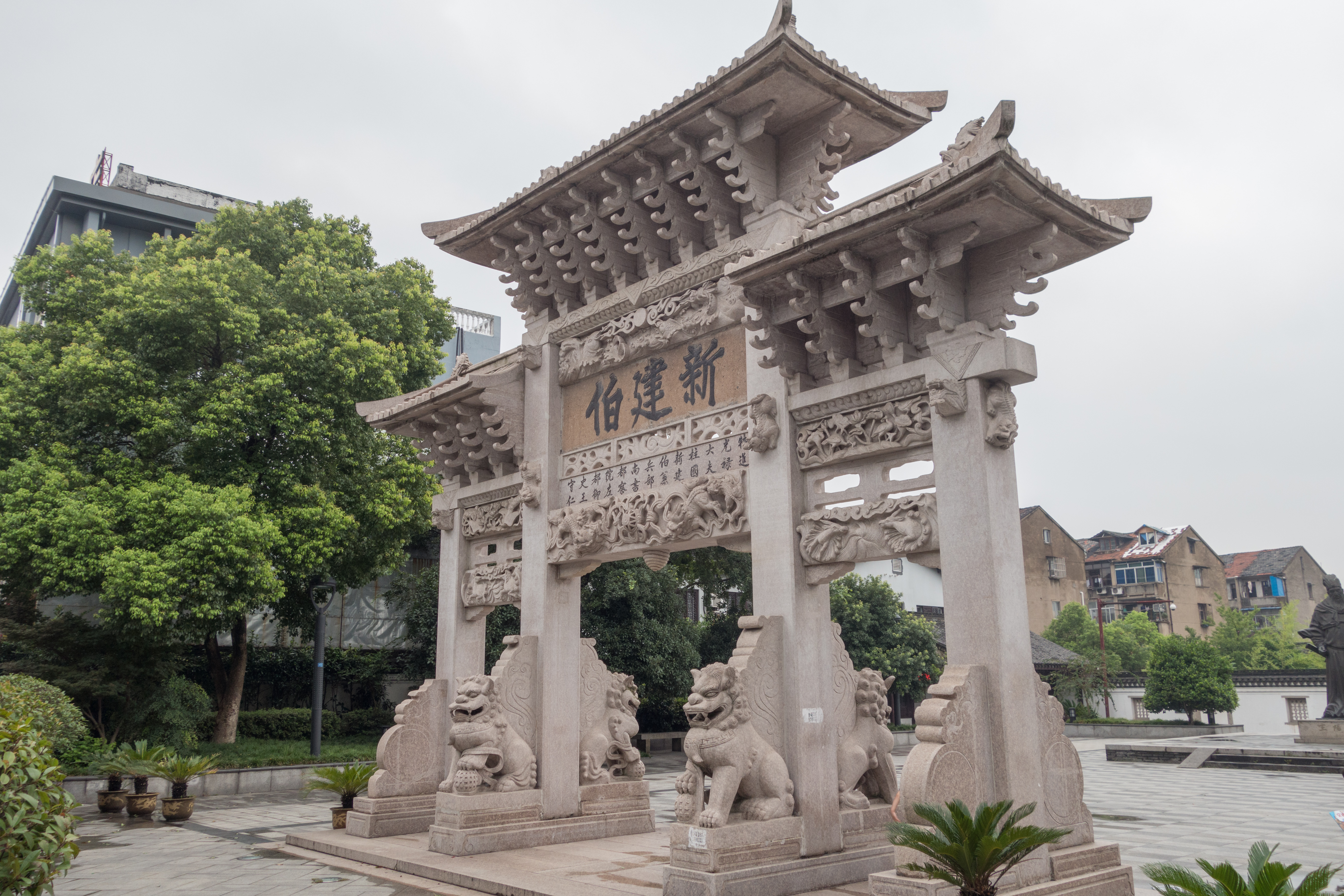
故居前的“新建伯”牌坊